# 青岛深蓝中心
青岛深蓝中心，是中国青岛市的一座摩天大楼，位于市南区香港西路，高329公尺、71层楼，于2016年动工、预计2026年完工，是青岛第二高楼。